# Abdi Nageeye
Abdi Nageeye (Mogadíscio, 3 de fevereiro de 1989) é um atleta neerlandês, medalhista olímpico.
Nascido na Somália, com 6 anos de idade, ele foi reassentado como refugiado nos Países Baixos. Nos Jogos Olímpicos de Verão de 2020, conquistou a medalha de prata na prova de maratona com o tempo de 2:09:58.